# Yoshizaki-gobō
Yoshizaki-gobō (吉崎御坊) est le nom d'un ancien temple de la ville d'Arawashi, district de Sakai, préfecture de Fukui au Japon. Il est surtout connu pour sa relation à Rennyo, fondateur de la secte bouddhiste Ikkō-shū. À l'époque, il s'appelle simplement Yoshizaki dans la province d'Echizen.
Quand Rennyo est chassé de Kyoto et perd sa position d'abbé en chef du Hongan-ji en 1471, Ichijoin du Kōfuku-ji, prêtre de Yoshizaki, le cède à Rennyo. Celui-ci y construit une résidence sacerdotale et gagne rapidement une réputation parmi les paysans des environs et les agriculteurs qui se regroupent dans la secte Ikkō, ou « simples d'esprit ».
La résidence est détruite par un incendie en 1474 puis reconstruite avant d'être détruite à nouveau l'année suivante, après quoi Rennyo la quitte et retourne à Kyoto. En 1506, la province d'Echizen  est envahie par le clan Asakura de la province de Kaga. Les Ikkō-ikki sont incapables de repousser les envahisseurs, la résidence des prêtres est détruite et le temple Yoshizaki est abandonné.
Un nouveau temple est construit en 1747, appartenant à une secte différente.

## Référence
- (en) Cet article est partiellement ou en totalité issu de l’article de Wikipédia en anglais intitulé « Yoshizaki-gobō » (voir la liste des auteurs).